# 马泰利卡
马泰利卡（義大利語：Matelica），是意大利马切拉塔省的一个市镇。总面积81平方公里，人口10323人，人口密度127.4人/平方公里（2009年）。ISTAT代码为043024。